# マタガルパ語
マタガルパ語（ーご、英:Matagalpa language）は、かつてニカラグアの中央高地で話されていた、ミスマルパ語族の消滅した言語。
同じく消滅したカカオペラ語と近縁関係にある。
この言語は20世紀末に消滅したが、幾つかの単語のリストが残ってる。